# Porcellio obtrusifrons
Porcellio obtrusifrons là một loài chân đều trong họ Porcellionidae. Loài này được Haswell miêu tả khoa học năm 1882.